# Mistrovství světa v ledním hokeji 2020 (Divize I)
I. divize Mistrovství světa v ledním hokeji 2020 se měla hrát v Lublani ve Slovinsku a v Katovicích v Polsku od 27. dubna do 3. května 2020. Tento turnaj byl kvůli pandemii covidu-19 zrušen.

## Herní systém
V divizi I mělo hrát 12 týmů. Ty měly být rozděleny do skupiny A s šesti týmy a rovněž šestičlenné skupiny B. První dva týmy skupiny A měly postoupit do elitní skupiny mistrovství světa, poslední měl sestoupit do skupiny B I. divize. Vítěz skupiny B měl postoupit do skupiny A I. divize, poslední z této skupiny měl sestoupit do skupiny A II. divize.

## Skupina A
Turnaj se měl uskutečnit od 27. dubna do 3. května 2020 v Lublani.
| Tým         | Kvalifikace                                     |
| ----------- | ----------------------------------------------- |
| Francie     | 15. místo v elitní skupině MS 2019 a sestup     |
| Rakousko    | 16. místo v elitní skupině MS 2019 a sestup     |
| Jižní Korea | 3. místo v Divizi I - skupině A 2019            |
| Slovinsko   | Pořadatel, 4. místo v Divizi I - skupině A 2019 |
| Maďarsko    | 5. místo v Divizi I - skupině A 2019            |
| Rumunsko    | 1. místo v Divizi I - skupině B 2019 a postup   |

### Výsledky
|  | Dva týmy postupující na Mistrovství světa v ledním hokeji 2021 (do elitní skupiny) |
|  | Jeden tým sestupující do skupiny B                                                 |

### Tabulka
| Poř. | Tým         | Z | V | VP | PP | P | GV | GI | +/- | B |
| ---- | ----------- | - | - | -- | -- | - | -- | -- | --- | - |
| 1.   | Francie     | 0 | 0 | 0  | 0  | 0 | 0  | 0  | 0   | 0 |
| 2.   | Rakousko    | 0 | 0 | 0  | 0  | 0 | 0  | 0  | 0   | 0 |
| 3.   | Jižní Korea | 0 | 0 | 0  | 0  | 0 | 0  | 0  | 0   | 0 |
| 4.   | Slovinsko   | 0 | 0 | 0  | 0  | 0 | 0  | 0  | 0   | 0 |
| 5.   | Maďarsko    | 0 | 0 | 0  | 0  | 0 | 0  | 0  | 0   | 0 |
| 6.   | Rumunsko    | 0 | 0 | 0  | 0  | 0 | 0  | 0  | 0   | 0 |

#### Zápasy
| 27. dubna 2020 13:00 | Maďarsko | zrušeno | Jižní Korea | Hala Tivoli, Lublaň |  |

| 27. dubna 2020 16:30 | Rumunsko | zrušeno | Francie | Hala Tivoli, Lublaň |  |

| 27. dubna 2020 20:00 | Slovinsko | zrušeno | Rakousko | Hala Tivoli, Lublaň |  |

| 28. dubna 2020 15:30 | Jižní Korea | zrušeno | Rumunsko | Hala Tivoli, Lublaň |  |

| 28. dubna 2020 19:00 | Rakousko | zrušeno | Maďarsko | Hala Tivoli, Lublaň |  |

| 29. dubna 2020 19:00 | Francie | zrušeno | Slovinsko | Hala Tivoli, Lublaň |  |

| 30. dubna 2020 13:00 | Rakousko | zrušeno | Jižní Korea | Hala Tivoli, Lublaň |  |

| 30. dubna 2020 16:30 | Francie | zrušeno | Maďarsko | Hala Tivoli, Lublaň |  |

| 30. dubna 2020 20:00 | Rumunsko | zrušeno | Slovinsko | Hala Tivoli, Lublaň |  |

| 1. května 2020 19:00 | Rakousko | zrušeno | Rumunsko | Hala Tivoli, Lublaň |  |

| 2. května 2020 16:30 | Slovinsko | zrušeno | Maďarsko | Hala Tivoli, Lublaň |  |

| 2. května 2020 20:00 | Jižní Korea | zrušeno | Francie | Hala Tivoli, Lublaň |  |

| 3. května 2020 13:00 | Maďarsko | zrušeno | Rumunsko | Hala Tivoli, Lublaň |  |

| 3. května 2020 16:30 | Jižní Korea | zrušeno | Slovinsko | Hala Tivoli, Lublaň |  |

| 3. května 2020 20:00 | Francie | zrušeno | Rakousko | Hala Tivoli, Lublaň |  |

## Skupina B
Turnaj se měl uskutečnit od 27. dubna do 3. května 2020 v Katovicích.
| Tým      | Kvalifikace                                     |
| -------- | ----------------------------------------------- |
| Litva    | 6. místo v Divizi I - skupině A 2019 a sestup   |
| Polsko   | Pořadatel, 2. místo v Divizi I - skupině B 2019 |
| Japonsko | 3. místo v Divizi I - skupině B 2019            |
| Estonsko | 4. místo v Divizi I - skupině B 2019            |
| Ukrajina | 5. místo v Divizi I - skupině B 2019            |
| Srbsko   | 1. místo v Divizi II - skupině A 2019 a postup  |

### Výsledky
|  | Jeden tým postupující do skupiny A           |
|  | Jeden tým sestupující do skupiny A divize II |

### Tabulka
| Poř. | Tým      | Z | V | VP | PP | P | GV | GI | +/- | B |
| ---- | -------- | - | - | -- | -- | - | -- | -- | --- | - |
| 1.   | Litva    | 0 | 0 | 0  | 0  | 0 | 0  | 0  | 0   | 0 |
| 2.   | Polsko   | 0 | 0 | 0  | 0  | 0 | 0  | 0  | 0   | 0 |
| 3.   | Japonsko | 0 | 0 | 0  | 0  | 0 | 0  | 0  | 0   | 0 |
| 4.   | Estonsko | 0 | 0 | 0  | 0  | 0 | 0  | 0  | 0   | 0 |
| 5.   | Ukrajina | 0 | 0 | 0  | 0  | 0 | 0  | 0  | 0   | 0 |
| 6.   | Srbsko   | 0 | 0 | 0  | 0  | 0 | 0  | 0  | 0   | 0 |

#### Zápasy
| 27. dubna 2020 13:00 | Srbsko | zrušeno | Litva | Spodek Arena, Katovice |  |

| 27. dubna 2020 16:30 | Ukrajina | zrušeno | Japonsko | Spodek Arena, Katovice |  |

| 27. dubna 2020 20:00 | Estonsko | zrušeno | Polsko | Spodek Arena, Katovice |  |

| 28. dubna 2020 13:00 | Japonsko | zrušeno | Srbsko | Spodek Arena, Katovice |  |

| 28. dubna 2020 16:30 | Litva | zrušeno | Estonsko | Spodek Arena, Katovice |  |

| 28. dubna 2020 20:00 | Polsko | zrušeno | Ukrajina | Spodek Arena, Katovice |  |

| 30. dubna 2020 13:00 | Litva | zrušeno | Ukrajina | Spodek Arena, Katovice |  |

| 30. dubna 2020 16:30 | Srbsko | zrušeno | Estonsko | Spodek Arena, Katovice |  |

| 30. dubna 2020 20:00 | Polsko | zrušeno | Japonsko | Spodek Arena, Katovice |  |

| 1. května 2020 13:00 | Estonsko | zrušeno | Ukrajina | Spodek Arena, Katovice |  |

| 1. května 2020 16:30 | Japonsko | zrušeno | Litva | Spodek Arena, Katovice |  |

| 1. května 2020 20:00 | Polsko | zrušeno | Srbsko | Spodek Arena, Katovice |  |

| 3. května 2020 13:00 | Japonsko | zrušeno | Estonsko | Spodek Arena, Katovice |  |

| 3. května 2020 16:30 | Ukrajina | zrušeno | Srbsko | Spodek Arena, Katovice |  |

| 3. května 2020 20:00 | Litva | zrušeno | Polsko | Spodek Arena, Katovice |  |